# Dorfkirche Martinskirchen

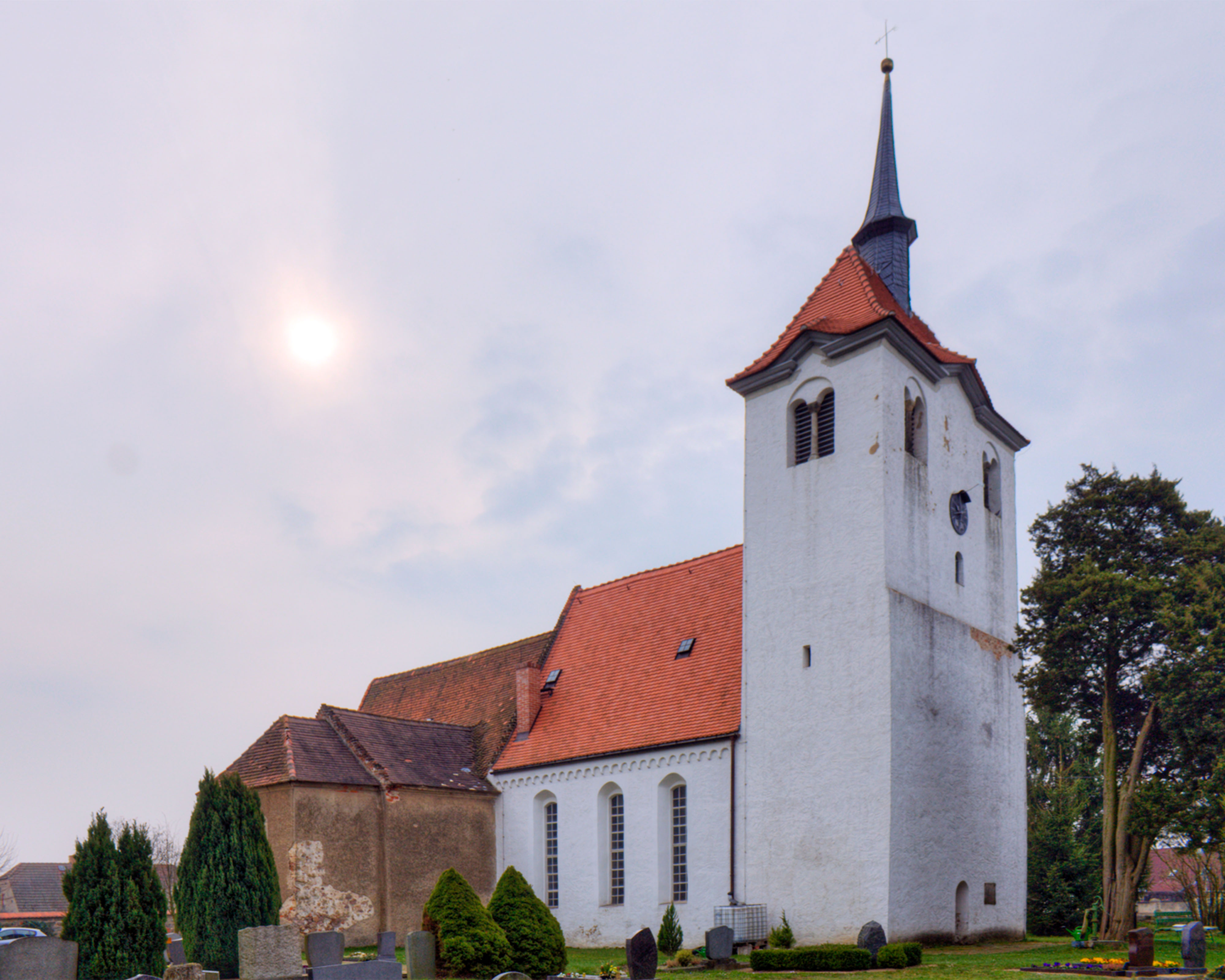
Dorfkirche Martinskirchen

Die evangelische Dorfkirche Martinskirchen ist ein Kirchengebäude im Ortsteil Martinskirchen der südbrandenburgischen Kleinstadt Mühlberg/Elbe im Landkreis Elbe-Elster. Hier ist die Kirche umgeben von einem Friedhof im Ortszentrum des Dorfes zu finden, das ihr vermutlich auch seinen Namen verdankt. Das Bauwerk steht heute unter Denkmalschutz.

## Baubeschreibung und -geschichte
Die Martinskirchener Dorfkirche ist vermutlich der Namensgeber des Ortes. Es wird vermutet, dass es sich beim Heiligen Martin um den Schutzheiligen des Ortsgründers oder ersten Eigentümers handelte.
Den Ursprung bildete um 1200 wohl ein hölzerner Vorgängerbau. Bei der heute vorhandenen Kirche handelt es sich um einen in der ersten Hälfte des 13. Jahrhunderts entstandenen spätromanischen und später verputzten Backsteinbau mit Satteldach, Westquerturm und einem eingezogenen Chor mit Dreiachtelschluss. Auf dem aus dem 17. Jahrhundert stammenden Kirchturm, welcher vermutlich anstelle eines sich ursprünglich hier befindlichen Doppelturms entstand, befindet sich auf dem Walmdach ein oktogonaler Dachreiter mit Schweifhaube.
Am Chor befinden sich nördlich Anbauten aus Backstein. Diese entstanden bei den Umbauarbeiten am Ende des 17. Jahrhunderts anstelle einer vermutlich sich hier ursprünglich befindlichen Sakristei. In der Südwand der Kirche ist ein gestuftes Portal zu sehen.
Die Kirche fiel im 17. Jahrhundert einem Brand zum Opfer und wurde unter dem Martinskirchener Rittergutsbesitzer Hans Georg von Wehlen in den Jahren 1690 bis 1699 wieder errichtet. Restaurierungsarbeiten gab es an der Kirche unter anderem 1738, 1767 nach einem Blitzschlag und 1828 mit dem Einbau einer ersten Orgel. Um 1903/1904 erfolgten umfangreiche Restaurierungsarbeiten. Die an der Kirche befindliche Turmuhr bekam sie im Jahre 1852. Diese Uhr besitzt zwei Ziffernblätter und wurde 1936 erneuert. Zu DDR-Zeiten bekam sie außerdem durch einen Bastler einen Sekundenzeiger, was zuweilen als Kuriosität wahrgenommen wird.
Martinskirchen war ursprünglich eine Filialkirche von Altbelgern. Heute gehört die Kirchengemeinde zum Evangelischen Pfarrbereich „Mühlberg/Elbe und Koßdorf“, welche Teil des Kirchenkreises Bad Liebenwerda ist.

## Ausstattung (Auswahl)
Das Innere der Kirche wird von einer Hufeisenempore und im Schiff von einer Holzbalkendecke geprägt. Im Chor ist eine flache Holztonnendecke zu finden. Des Weiteren sind in der Kirche ein hoher rundbogiger Triumphbogen sowie eine große Doppelarkade zu finden.
Der in der Kirche vorhandene hölzerne Kanzelaltar stammt aus dem Jahre 1697. Dieser besitzt einen schlichten Säulenaufbau mit seitlichen Durchgängen. Unter dem gebauchten Kanzelkorb ist ein Abendmahlsgemälde zu sehen. Ein weiteres Ausstattungsstück der Kirche ist ein vasenartiger Taufstein aus Sandstein mit Muschelfuß, Deckel und Lesepultaufsatz. Im Anbau befindet sich ein Altargemälde aus dem ersten Viertel des 16. Jahrhunderts.
In der Kirche befindet sich des Weiteren eine um 1835 vom Delitzscher Orgelbaumeister Johann Carl Friedrich Lochmann (1779–1838) geschaffene Orgel. Die Orgel verfügt über eine mechanische Schleiflade, ein Manual und 13 Register.

## Grabmäler und Gedenken

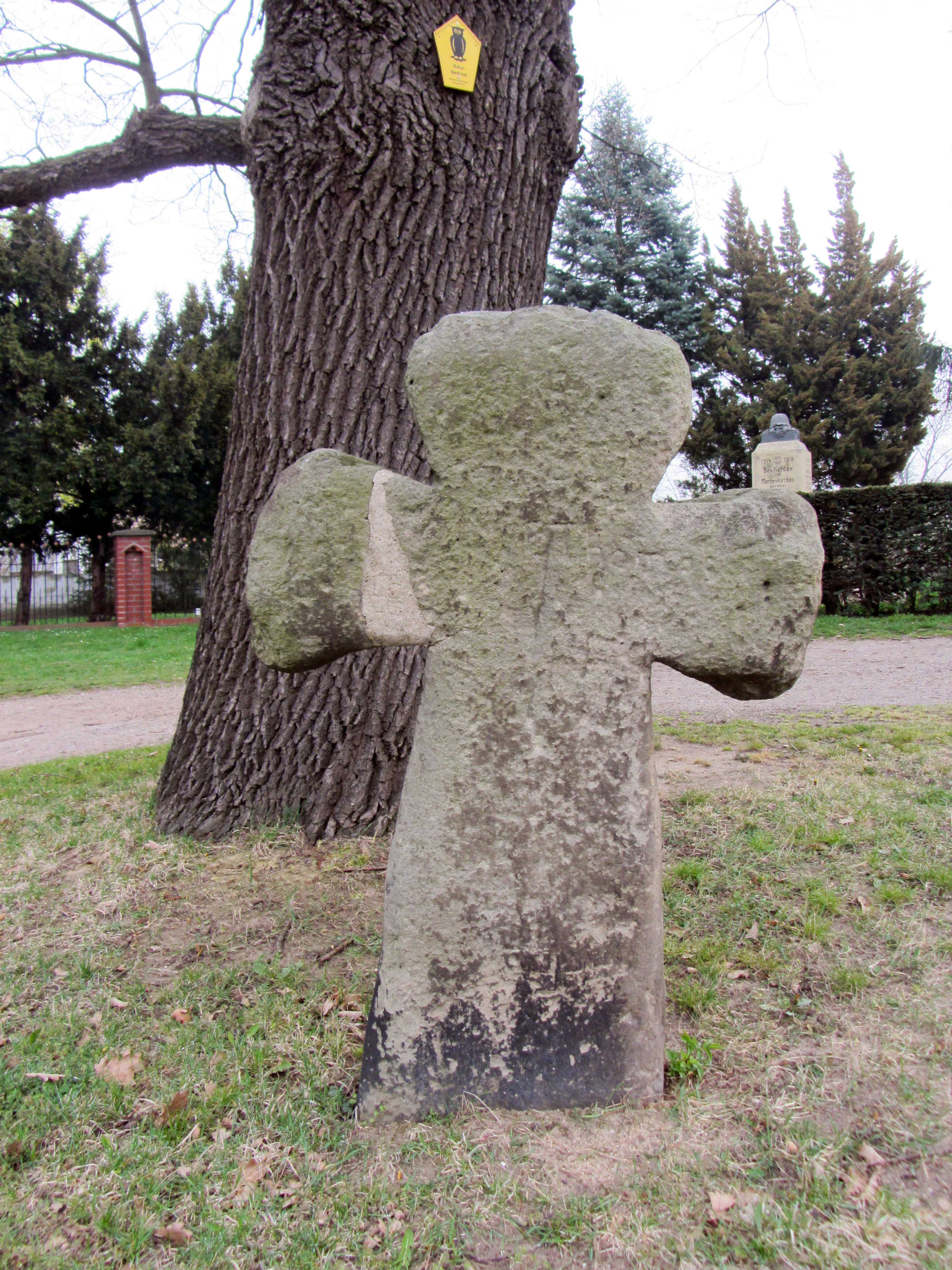
Sühnekreuz

Die Kirche ist vom örtlichen Friedhof umgeben. In der Kirche selbst sind mehrere Grabsteine zu finden, unter anderem das mit einer Inschrift versehene Grabmal Hans Georg von Wehlens (1652–1711). Das Testament des kurfürstlichen Stallmeisters wird heute in der Außenstelle Wernigerode des Landesarchivs Sachsen-Anhalt aufbewahrt.
Weiterhin gibt es in der Kirche drei zusammengehörige figürliche Grabsteine für vier Kinder der Familie von Rottendorf aus den Jahren 1689 und 1690 und drei Rittergrabsteine des Adelsgeschlechts von Korbitz aus der zweiten Hälfte des 16. Jahrhunderts und von 1620.
Auf dem Friedhof der Kirche ist eine Gefallenendenkmal zu Ehren der in den beiden Weltkriegen gefallenen Dorfbewohner zu finden. Das mit zwei Inschriften versehene Denkmal befindet sich auf einem dreistufigen Sockel. An der linken und rechten Seite sind Namenstafeln für die Opfer des Ersten Weltkriegs zu finden. Am Sockel des Denkmals wurde eine weitere Namenstafel mit den Namen der Gefallenen und Vermissten des Zweiten Weltkriegs angebracht beziehungsweise angelehnt.
Westlich des Friedhofs ist außerdem ein mittelalterliches Sühnekreuz zu finden.